# Danh sách trường trung học phổ thông tại Đồng Nai
Dưới đây là danh sách các trường trung học phổ thông tại tỉnh Đồng Nai.

## Trường chuyên
| STT | Tên trường                        | Thành lập | Địa chỉ                             | Hiệu trưởng     | Website                                |
| --- | --------------------------------- | --------- | ----------------------------------- | --------------- | -------------------------------------- |
| 1   | Trường THPT Chuyên Lương Thế Vinh | 1994      | 2 Đường Lê Quý Đôn, phường Tam Hiệp | Nguyễn Hồng Sơn | https://www.chuyenluongthevinh.edu.vn/ |

## Trường công lập
| STT | Tên trường                                      | Thành lập | Địa chỉ                                                                                         | Hiệu trưởng              | Website                    |
| --- | ----------------------------------------------- | --------- | ----------------------------------------------------------------------------------------------- | ------------------------ | -------------------------- |
| 1   | Trường THPT Bình Sơn                            | 2003      | Xã Long Thành (Địa chỉ cũ: Ấp 1, xã Bình Sơn, huyện Long Thành, tỉnh Đồng Nai)                  | Hoàng Thị Thủy           | https://c3binhson.edu.vn/  |
|     | Trường THPT Cẩm Mỹ                              | 2016      | Xã Cẩm Mỹ (Địa chỉ cũ: Thị trấn Long Giao, huyện Cẩm Mỹ, tỉnh Đồng Nai)                         | Hoàng Nguyễn Quỳnh Quyên | http://thpt-cammy.edu.vn/  |
|     | Trường THPT Chu Văn An                          | 1994      | Phường Biên Hòa (Địa chỉ cũ: Phường Hóa An, thành phố Biên Hòa, tỉnh Đồng Nai)                  | Dương Ngọc Dung          | Không                      |
|     | Trường THPT Dầu Giây                            | 1996      | Xã Dầu Giây (Địa chỉ cũ: Thị trấn Dầu Giây, phường Thống Nhất, tỉnh Đồng Nai)                   | Lê Thanh Hưng            | http://thptdaugiay.edu.vn/ |
|     | Trường THPT Điểu Cải                            |           | Xã La Ngà (Địa chỉ cũ: Quốc lộ 20, ấp Đồn Điền 3, xã Túc Trưng, huyện Định Quán, tỉnh Đồng Nai) |                          |                            |
|     | Trường THPT Định Quán                           |           |                                                                                                 |                          |                            |
|     | Trường THPT Đoàn Kết                            |           |                                                                                                 |                          |                            |
|     | Trường THPT Hoàng Diệu                          |           |                                                                                                 |                          |                            |
|     | Trường THPT Kiệm Tân                            |           |                                                                                                 |                          |                            |
|     | Trường THPT Lâm Nghiệp Đồng Nai                 |           |                                                                                                 |                          |                            |
|     | Trường THPT Lê Hồng Phong                       |           |                                                                                                 |                          |                            |
|     | Trường THPT Lê Quý Đôn                          |           |                                                                                                 |                          |                            |
|     | Trường THPT Lê Quý Đôn - LBT                    |           |                                                                                                 |                          |                            |
|     | Trường THPT Long Khánh                          |           |                                                                                                 |                          |                            |
|     | Trường THPT Long Phước                          |           |                                                                                                 |                          |                            |
|     | Trường THPT Long Thành                          |           |                                                                                                 |                          |                            |
|     | Trường THPT Nam Hà                              |           |                                                                                                 |                          |                            |
|     | Trường THPT Ngô Quyền                           |           |                                                                                                 |                          |                            |
|     | Trường THPT Ngô Sĩ Liên                         |           |                                                                                                 |                          |                            |
|     | Trường THPT Nguyễn Bỉnh Khiêm                   |           |                                                                                                 |                          |                            |
|     | Trường THPT Nguyễn Đình Chiểu                   |           |                                                                                                 |                          |                            |
|     | Trường THPT Nguyễn Hữu Cảnh                     |           |                                                                                                 |                          |                            |
|     | Trường THPT Nguyễn Khuyến                       |           |                                                                                                 |                          |                            |
|     | Trường THPT Nguyễn Trãi                         |           |                                                                                                 |                          |                            |
|     | Trường THPT Nhơn Trạch                          |           |                                                                                                 |                          |                            |
|     | Trường THPT Phú Ngọc                            |           |                                                                                                 |                          |                            |
|     | Trường THPT Phước Thiền                         |           |                                                                                                 |                          |                            |
|     | Trường THPT Sông Ray                            |           |                                                                                                 |                          |                            |
|     | Trường THPT Tam Hiệp                            |           |                                                                                                 |                          |                            |
|     | Trường THPT Tam Phước                           |           |                                                                                                 |                          |                            |
|     | Trường THPT Tân Phú                             |           |                                                                                                 |                          |                            |
|     | Trường THPT Thanh Bình                          |           |                                                                                                 | Đỗ Xuân Diện             |                            |
|     | Trường THPT Thống Nhất                          |           |                                                                                                 |                          |                            |
|     | Trường THPT Thống Nhất A                        |           |                                                                                                 |                          |                            |
|     | Trường THPT Tôn Đức Thắng                       |           |                                                                                                 |                          |                            |
|     | Trường THPT Trấn Biên                           |           |                                                                                                 |                          |                            |
|     | Trường THPT Trần Phú                            |           |                                                                                                 |                          |                            |
|     | Trường THPT Trị An                              |           |                                                                                                 |                          |                            |
|     | Trường THPT Văn Hiến                            |           |                                                                                                 |                          |                            |
|     | Trường THPT Văn Lang                            |           |                                                                                                 |                          |                            |
|     | Trường THPT Vĩnh Cửu                            |           |                                                                                                 |                          |                            |
|     | Trường THPT Võ Toản                             |           |                                                                                                 |                          |                            |
|     | Trường THPT Xuân Hưng                           |           |                                                                                                 |                          |                            |
|     | Trường THPT Xuân Lộc                            |           |                                                                                                 |                          |                            |
|     | Trường THPT Xuân Thọ                            |           |                                                                                                 |                          |                            |
|     | Trường THCS-THPT Bàu Hàm                        |           |                                                                                                 |                          |                            |
|     | Trường THCS-THPT Đăk Lua                        |           |                                                                                                 |                          |                            |
|     | Trường THCS-THPT Hùng Vương                     |           |                                                                                                 |                          |                            |
|     | Trường THCS-THPT Huỳnh Văn Nghệ                 |           |                                                                                                 |                          |                            |
|     | Trường THCS-THPT Lạc Long Quân                  |           |                                                                                                 |                          |                            |
|     | Trường THCS-THPT Ngọc Lâm                       |           |                                                                                                 |                          |                            |
|     | Trường THCS-THPT Suối Nho                       |           |                                                                                                 |                          |                            |
|     | Trường THCS-THPT Tây Sơn                        |           |                                                                                                 | Nguyễn Ngọc Toản         |                            |
|     | Trường THCS-THPT Tri Thức                       |           |                                                                                                 |                          |                            |
|     | Trường THCS-THPT Việt Hoa Quang Chánh           |           |                                                                                                 |                          |                            |
|     | Trường TH-THCS-THPT Bùi Thị Xuân                |           |                                                                                                 |                          |                            |
|     | Trường TH-THCS-THPT Đinh Tiên Hoàng             |           |                                                                                                 |                          |                            |
|     | Trường TH-THCS-THPT Đinh Tiên Hoàng 2           |           |                                                                                                 |                          |                            |
|     | Trường TH-THCS-THPT Greenfield                  |           |                                                                                                 |                          |                            |
|     | Trường TH-THCS-THPT Hồng Bàng                   |           |                                                                                                 |                          |                            |
|     | Trường TH-THCS-THPT Lê Quý Đôn - Quyết Thắng    |           |                                                                                                 |                          |                            |
|     | Trường TH-THCS-THPT Lê Quý Đôn - Tân Phú        |           |                                                                                                 |                          |                            |
|     | Trường TH-THCS-THPT Liên Kết Quốc Tế            |           |                                                                                                 |                          |                            |
|     | Trường TH-THCS-THPT Quốc tế Bắc Mỹ Marianapolis |           |                                                                                                 |                          |                            |
|     | Trường TH-THCS-THPT Song ngữ Á Châu             |           |                                                                                                 |                          |                            |
|     | Trường TH-THCS-THPT Song ngữ Lạc Hồng           |           |                                                                                                 |                          |                            |
|     | Trường TH-THCS-THPT Tân Hòa                     |           |                                                                                                 |                          |                            |
|     | Trường TH-THCS-THPT Thái Bình Dương             |           |                                                                                                 |                          |                            |
|     | Trường TH-THCS-THPT Trần Đại Nghĩa              |           |                                                                                                 |                          |                            |
|     | Trường TH-THCS-THPT Trần Quốc Tuấn              |           |                                                                                                 |                          |                            |
|     | Trường TH-THCS-THPT Trịnh Hoài Đức              |           |                                                                                                 |                          |                            |
|     | Trường TH-THCS-THPT Trương Vĩnh Ký              |           |                                                                                                 |                          |                            |
|     | Trường Phổ thông Dân tộc Nội trú Tỉnh Đồng Nai  |           |                                                                                                 |                          |                            |
|     | Trường Phổ thông Năng khiếu Thể thao Đồng Nai   |           |                                                                                                 |                          |                            |
|     | Trường Phổ thông Thực hành Sư phạm Đồng Nai     |           |                                                                                                 |                          |                            |

## Trường ngoài công lập
| STT | Tên trường             | Thành lập   | Địa chỉ                                                                                    | Website                             |
| --- | ---------------------- | ----------- | ------------------------------------------------------------------------------------------ | ----------------------------------- |
| 1   | Trường THPT Nguyễn Huệ | 2000 (2022) | Phường Hàng Gòn (Địa chỉ cũ: Quốc lộ 56, xã Hàng Gòn, thành phố Long Khánh, tỉnh Đồng Nai) | https://ischool.vn/thpt-nguyen-hue/ |